# Ceratopogon punctatus
Ceratopogon punctatus är en tvåvingeart som beskrevs av Johann Wilhelm Meigen 1804. Ceratopogon punctatus ingår i släktet Ceratopogon och familjen svidknott.
Artens utbredningsområde är Tyskland. Inga underarter finns listade i Catalogue of Life.